# Zimin (chutor)
Zimin (ros. Зимин) – chutor w zachodniej Rosji, w osiedlu wiejskim Czichaczowskoje rejonu bieżanickiego w obwodzie pskowskim.

## Geografia
Miejscowość położona jest nad rzeką Samorodowka, 8,5 km od centrum administracyjnego osiedla wiejskiego (Aszewo), 18 km od centrum administracyjnego rejonu (Bieżanice), 120 km od stolicy obwodu (Psków).

## Demografia
W 2010 r. miejscowość nie posiadała mieszkańców.